# Вольгинский
Во́льгинский — посёлок городского типа в Петушинском районе Владимирской области России.
Образует одноимённое муниципальное образование посёлок Вольгинский со статусом городского поселения как единственный населённый пункт в его составе.
Население — 5494 чел. (2021).

## География
Расположен на реке Вольге в 10 км от железнодорожной станции Покров (на линии Москва — Владимир), в 81 км от областного центра.

## История
В конце XIX — начале XX века на месте нынешнего посёлка располагалась деревня Старово, входившая в состав Покров-Слободской волости Покровского уезда. В 1859 году в деревне числилось 25 дворов и 195 жителей, в 1926 году — 52 двора и 218 жителей.
В 1967 году на территории деревни Старово после выхода Постановления ЦК КПСС и Совмина от 26 октября 1967 года «О строительстве в районе г. Покрова завода для производства средств защиты от болезней сельскохозяйственных животных» началось строительство завода. 28 сентября 1972 года постановлением Владимирского облисполкома № 1155 деревня Старово Ивановского сельсовета была исключена из учётных данных и одновременно был зарегистрирован вновь образованный населённый пункт Вольгинский. 6 февраля 1973 года населённый пункт Вольгинский отнесён к категории рабочих посёлков.
С 2005 года посёлок образует одноимённое муниципальное образование посёлок Вольгинский со статусом городского поселения.

## Население
| 1979  | 1989  | 2002  | 2009  | 2010  | 2011  | 2012  | 2013  | 2014  |
| ----- | ----- | ----- | ----- | ----- | ----- | ----- | ----- | ----- |
| 4837  | ↗6104 | ↗6295 | ↘6082 | ↗6089 | ↗6108 | ↘6016 | ↘5995 | ↘5982 |
| 2015  | 2016  | 2017  | 2018  | 2019  | 2020  | 2021  |       |       |
| ↘5891 | ↘5862 | ↗5876 | ↘5813 | ↘5801 | ↗5921 | ↘5494 |       |       |

## Экономика
В посёлке расположены: Вольгинский завод литьевых пластмасс (тара и упаковка), ГНУ «Всероссийский научно-исследовательский институт ветеринарной вирусологии и микробиологии» (ВНИИВВиМ), Покровский завод биопрепаратов, ФБУ «Центр реабилитации СФР "Вольгинский", мастерская "Вольгинский Колоколец" . На производственной базе Покровского завода биопрепаратов образован ряд фармацевтических компаний, в том числе: ЛЭНС-фарм, входящая в Верофарм; ЗАО "Фармацевтическая фирма «Лекко» входящая в Фармстандарт.
Вблизи посёлка проходит линия электропередач 2х500кВ (Трубино − Владимир и Ногинск − Владимир). Подведена ветка от Московского внешнего кольцевого газопровода.

## Культура
Действуют культурно-досуговый центр, плавательный бассейн, санаторий «Вольгинский».